# Mofebutazone
Il mofebutazone è un farmaco antinfiammatorio, indicato per il sollievo del dolore cronico associato a patologie infiammatorie e degenerative, tra cui sintomi reumatici di artrite.